# Lotte (televisieserie)
Lotte is een Nederlandse telenovelle. De televisieserie werd uitgezonden door de Nederlandse televisiezender Talpa.
De serie Lotte (bedacht en gesponsord door mediamagnaat John de Mol) is gebaseerd op de Colombiaanse telenovelle Yo soy Betty, la fea. Letterlijk vertaald betekent dat 'Ik ben Betty, de lelijke'. Lotte is reeds in verschillende landen, waaronder Duitsland (Verliebt in Berlin), Amerika (Ugly Betty), en België (Sara), een succes.
Lotte is geschreven door een schrijversteam onder leiding van Marciel Witteman, ook verantwoordelijk voor de soapserie Goudkust en scenario's voor de dramaserie Westenwind. De serie is geregisseerd door Vincent Schuurman, Kaj Driessen, Mannin de Wildt e.a.
Lotte was de eerste Nederlandse telenovelle die in zijn oorspronkelijke vorm 200 afleveringen zou duren. Op 11 december 2006 werd officieel bevestigd door Tien dat de serie nog 35 extra afleveringen zou krijgen. Aangezien Tien de bestelling voor de extra afleveringen redelijk laat had geplaatst bij Marciel Witteman verdween een aantal personages van de oorspronkelijk ploeg, omdat hun verhaallijn reeds was afgerond. In de laatste afleveringen waren bijna alle personages wel aanwezig.

## Verhaal
De serie draait om Lotte Pronk, een jonge vrouw van bescheiden afkomst. Ze is een briljante bedrijfseconome, cum laude afgestudeerd en met een gouden hart. Lotte’s grootste gebrek is dat ze lelijk is. Daarom kijkt niemand naar haar. Ze heeft aan den lijve ondervonden dat romantiek voor haar alleen iets is om van te dromen.
Alles verandert wanneer ze op een dag gaat solliciteren bij het modeconcern Emoda in Zaandrecht. Daar ontmoet ze Vico Maesland, de zoon van de directeur, op wie ze op slag verliefd wordt.
Omdat ze net een reeks mislukte sollicitaties achter de rug heeft, aanvaardt ze in het bedrijf een baan als secretaresse, ver onder haar niveau. Maar zo is ze dicht bij haar baas, Vico. Die heeft echter nauwelijks oog voor haar.
Als ze bewijst hoeveel ze in haar mars heeft, krijgt ze diverse malen promotie. Ze voorziet Vico immers van schitterende ideeën en van dekmantels voor zijn scharrels die hij voor zijn verloofde verborgen wil houden.
Door de harde strijd om de opvolging binnen het bedrijf, tussen Vico en zijn grote rivaal Daniël, staat het modehuis constant bloot aan gevaren. Het is Lotte die het bedrijf meer dan eens van de ondergang redt. En zelfs al ziet Vico na een tijdje dat Lotte de meest bekwame medewerkster is, voor de vrouw in haar blijft hij blind.
In haar kleine kantoor droomt Lotte ondertussen van een leven vol glitter en glamour. Tegen alle verwachtingen in zal dit lelijke meisje in de glamourwereld successen oogsten waarop niemand ooit had gerekend. Maar voor haarzelf staat er meer op het spel als ze op zekere dag beslist haar droom waar te maken en voor de liefde van haar leven te gaan.
Hoewel ze aan het begin van de serie `zo lelijk is als de nacht` is, groeit ze gaande uit tot een heuse `zwaan`.

## Rolverdeling
| Personage           | Acteur/actrice        | Opmerkingen                                                                                      | Seizoen                           |
| ------------------- | --------------------- | ------------------------------------------------------------------------------------------------ | --------------------------------- |
| Lotte Pronk         | Nyncke Beekhuyzen     | Directie-secretaresse later financieel manager en directeur van Terramoda BV & getrouwd met Vico | Hele serie                        |
| Vico Maesland       | Lars Oostveen         | Algemeen directeur van Emoda Verloofd met Marcella, later getrouwd met Lotte                     | Hele serie                        |
| Patricia Frijling   | Ilse Heus             | Directie-secretaresse van Vico en later Hoofd P.R. en winkels                                    | Hele serie                        |
| Mark Cremers        | Geert Hoes            | Commercieel adjunct-directeur, later directeur van Emoda                                         | Hele serie                        |
| Daniël Valkenburg   | Arent-Jan Linde       | Functie op ministerie van Economische Zaken Broer van Marcella                                   | tot aflevering 201 (plus 234/235) |
| Marcella Valkenburg | Janna Fassaert        | Hoofd P.R. en winkels Verloofd met Vico Zus van Daniël                                           | tot aflevering 201 (plus 235)     |
| Hugo Lombardi       | Dirk Zeelenberg       | Modeontwerper                                                                                    | tot aflevering 200                |
| Niek Mulder         | Marc Nochem           | IT-Student Vriend van Lotte, later financieel directeur van Terramoda BV                         | Hele serie                        |
| José Pronk          | Lieneke le Roux       | Moeder van Lotte                                                                                 | Hele serie                        |
| Herman Pronk        | Dries Smits           | Vader van Lotte                                                                                  | tot aflevering 200 (plus 235)     |
| Robert Maesland     | Filip Bolluyt         | Mede-oprichter en oud-directeur van Emoda Vader van Vico                                         | Hele serie                        |
| Maxime Maesland     | Carla Hardy           | Moeder van Vico                                                                                  | Hele serie                        |
| Mara Fontein        | Marlous Dirks         | Receptioniste later modeontwerpster                                                              | Hele serie                        |
| Bianca Geurts       | Anne-Marie Jung       | Secretaresse Günterman                                                                           | Hele serie                        |
| Ineke Groeneveld    | Judy Doorman          | Assistente van Hugo                                                                              | Hele serie                        |
| Sofia Rombouts      | Nartan Meerlo         | Secretaresse Oosthof later van Mark                                                              | Hele serie                        |
| Marianne Santos     | Sonja Silva           | Secretaresse van Marcella                                                                        | Hele serie                        |
| Sandra Peters       | Saskia Rinsema        | Secretaresse van Mark later receptioniste                                                        | 1 t/m 50 en 184 t/m 235           |
| Freddy Koenders     | David Goddyn          | Medewerker postkamer later manager van de online sales                                           | Hele serie                        |
| Simon Gunterman     | Robert van Leeuwen    | Hoofd personeelszaken                                                                            | aflevering 1 t/m 13               |
| Guus Oosthof        | René Rétel            | Financieel adjunct-directeur                                                                     | aflevering 2 t/m 32               |
| Rolph Ypema         | Oren Schrijver        | Mode-ontwerper                                                                                   | aflevering 201 t/m 235            |
| Scarlett Zwaan      | Mimi Ferrer           | Zakenpartner Vico                                                                                | aflevering 201 t/m 235            |
| Alex van Weerden    | Edwin Jonker          | Yogaleraar                                                                                       | aflevering 208 t/m 235            |
| Dieudonnee          | Vreneli van Helbergen | Stagiaire bij Emoda                                                                              | aflevering 222 t/m 235            |

## Gastacteurs
| Personage                   | Acteur/actrice     | Opmerkingen                   | Aflevering             |
| --------------------------- | ------------------ | ----------------------------- | ---------------------- |
| Karina Larson               | Elisa Beuger       | Model en ex-vriendin van Vico | aflevering 5           |
| Carlo Beers                 | Rein Hofman        | studiegenoot van Lotte        | aflevering 6 t/m 8     |
| Beatrijs Valkenburg         | Nanette Drazic     | Zus van Daniël en Marcella    | aflevering 11 t/m 87   |
| Sep Bemelmans               | Herman Egberts     | Systeembeheerder Emoda        | aflevering ... t/m 33  |
| Johan Bergmans              | Jasper Boeke       | Ex-man van Sofia              | aflevering 17 en 45    |
| Merel Bongers               | Anouk van Kooyk    | Model                         | aflevering 24          |
| Diana Dubois                | Anouk van Nes      | RexTextilles                  | aflevering 35 t/m 42   |
| Michel Dubois               | Xander Straat      | RexTextilles                  | aflevering 35 t/m 42   |
| Streekpostbezorger          | Sjoerd Dragtsma    | Streekpost                    | aflevering 39          |
| Streekpostbezorger          | Bart Rijnink       | Streekpost                    | aflevering 39          |
| Marian de Koning            | Irene van der Laar | Journaliste van de "Moi"      | aflevering 39          |
| Beveiligingsman             | Walid Benmbarek    | Beveiliging Emoda             | aflevering 42          |
| Layla                       | Marieke de Kleine  | Model en minnares Vico        | aflevering 50 t/m 71   |
| Jenny Jongbloed             | Sandra Mattie      | Secretaresse                  | aflevering 57 t/m 95   |
| Laura                       | Manuëla Kemp       | Journaliste Roddelblad        | aflevering 63 + 66     |
| Peter Groeneveld            | Winston Post       | Zoon van Ineke                | aflevering 96 t/m 105  |
| Jacques d'Ancona as himself | Jacques d'Ancona   | Presentator talentenjacht     | aflevering 140         |
| Stefan Keizer               | Guido Pollemans    | Ex van Marcella               | aflevering 140 t/m 145 |
| de Meerne                   | Joep Sertons       | Zakenrelatie                  | aflevering 163         |
| Minnie Groeneveld           | Georgina Verbaan   | Nichtje van Ineke             | aflevering 173→        |
| Louise Mitchell             | Marian Mudder      | Kunstenares/beeldhouwster     | aflevering 182→        |
| Frederique van Veen         | Marnie Blok        | Advocate                      | aflevering 188→        |
| Jeroen van Inkel            | Jeroen van Inkel   | Muziekproducent               | aflevering 219         |
| Bezorger                    | Jeffrey Salomonson |                               | onbekend               |
| Ober                        | Niels Horeman      | Ober 2Twelve                  | onbekend               |

## Trivia

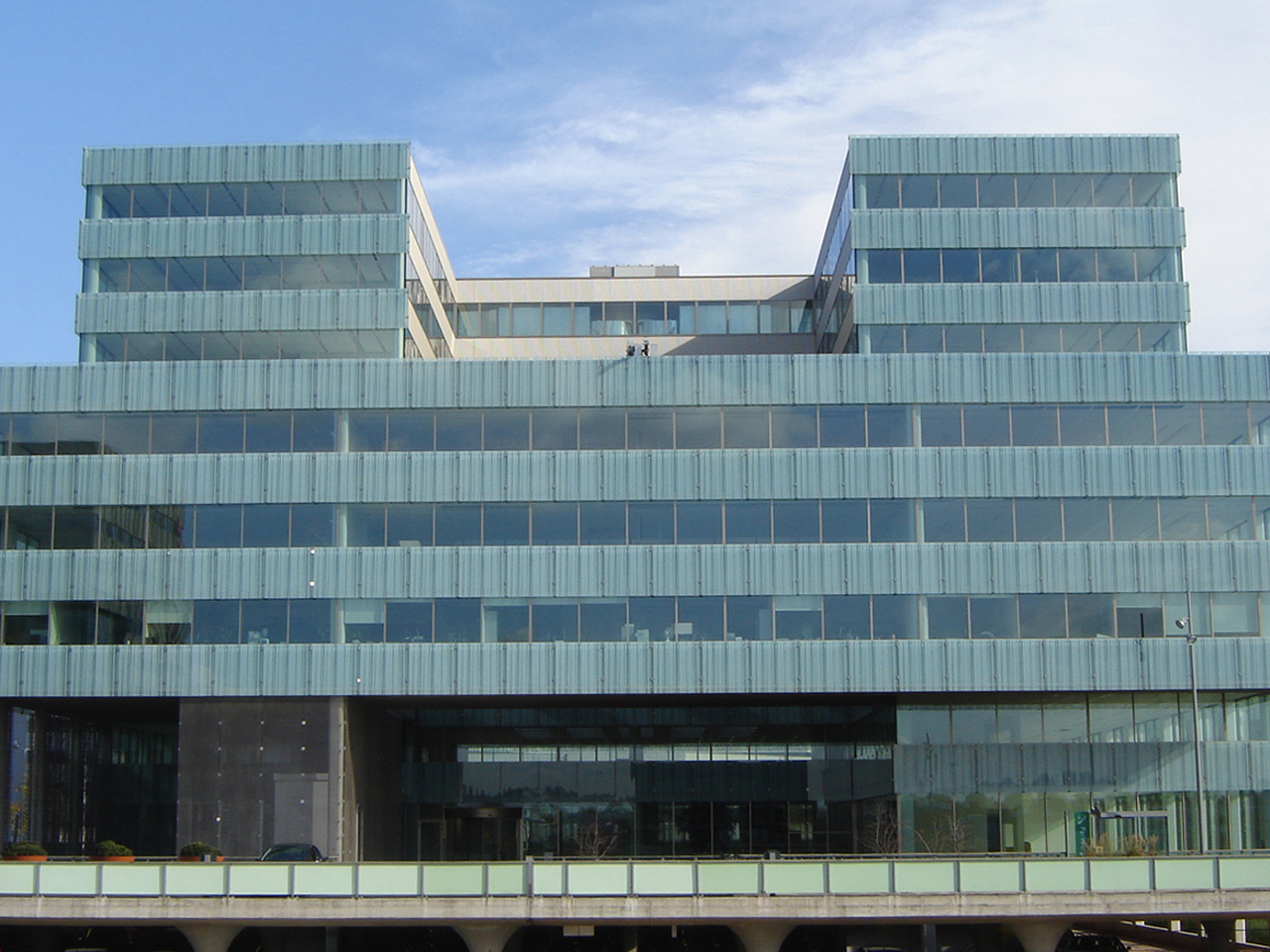
Emodagebouw

- De serie speelt zich af in het fictieve Zaandrecht. Het bedrijf Emoda is eveneens fictief, maar het exterieur is wel echt: Kantoorgebouwen Plaza ArenA, Amsterdam Zuid-Oost.

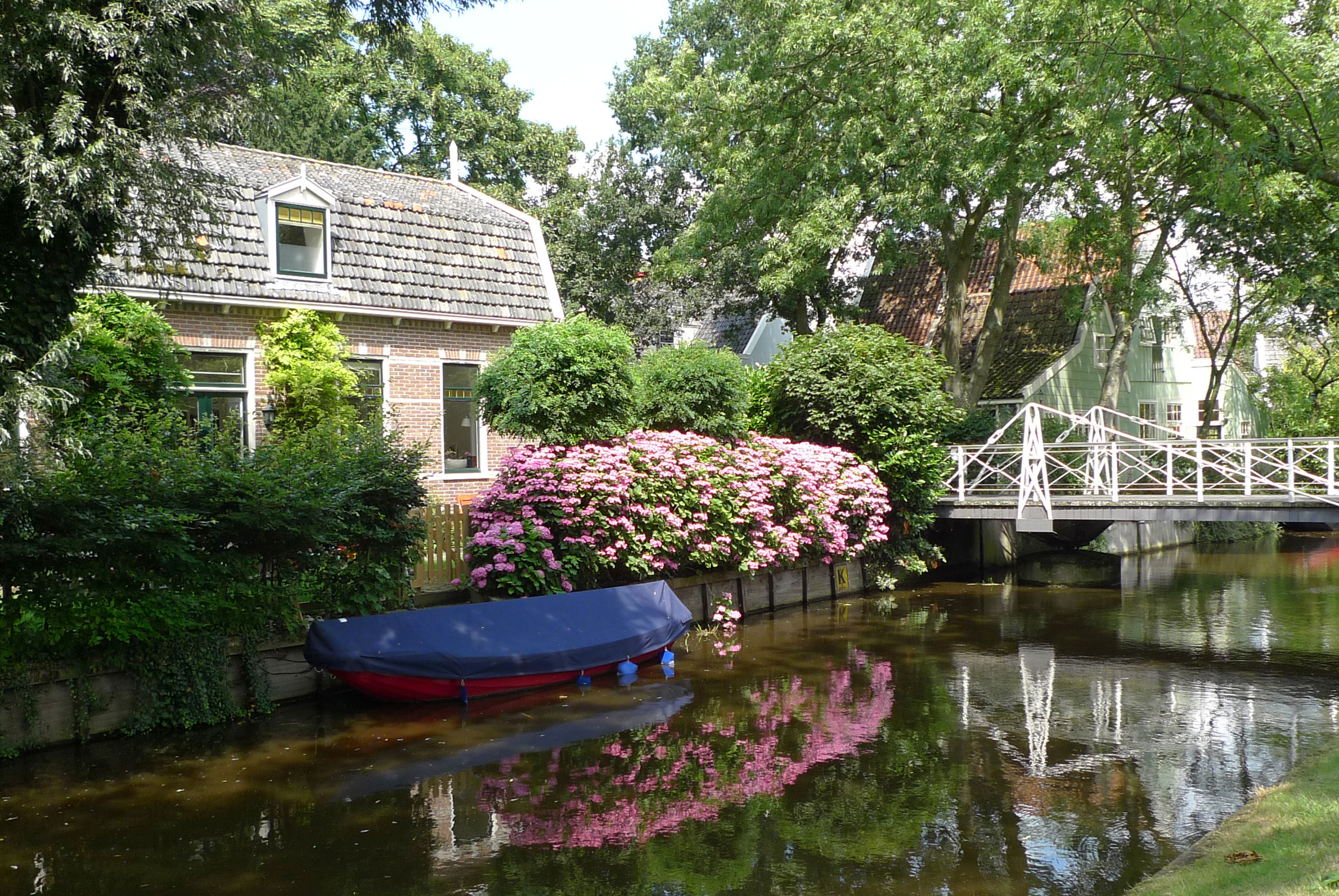
Ouderlijk huis van Lotte

- Het ouderlijk huis van Lotte staat in Broek in Waterland, Roomeinde.